# Heinrich Reiser (professor)
Heinrich Reiser   (Gammertingen, 8 de maig de 1805 - Kapfenberg, 1889) fou un professor alemany de patrons, escriptor, compositor i músic educat
Era fill de Johann Baptist Reiser (1771-1823) i Antonia Reiser, n. Teufel (1775-1849) en una llar d'artesans. El pare era un fabricant de bosses, la mare una filla de l'agricultor de la corona de Gammertinger Heinrich Teufel, en nom del qual va ser batejat el nen. Heinrich va completar els seus treballs amb el seu oncle Anton Reiser (1759-1829), el germà gran del seu pare, i el seu fill Anton, jr. (1787-1838), que va inspirar el jove Heinrich per a la professió docent i com a intèrpret de violí també es va ocupar de l'educació musical del nebot i el seu cosí. El pastor de la ciutat Ludwig Kiener (1783-1851) va oferir lliçons de llatí.
Després d'haver assistit a l'escola a Gammertingen Reiser va acabar probablement un aprenentatge amb un professor preparatori de l'escola i després del 1818 va superar el necessari examen del professor Hohenzollern-Sigmaringen. El 1821 Reiser va assumir el seu primer lloc docent a Salmendingen, inicialment limitat a tres anys. Durant aquest temps, Reiser es va reunir a Tübingen, amb el director musical de la Universitat Friedrich Silcher, que li va donar lliçons de composició i contrapunt.
Des de mitjan dècada de 1820 Reiser va ensenyar a l'escola del poble parroquial Hohenzollern Storzingen. Reiser també va trobar l'oportunitat de conrear els seus talents musicals. Reiser va trobar de nou un mentor al rector de la parròquia Franz Xaver Eisele (1765-1832), que li va oferir l'oportunitat de millorar el seu violí tocant en un quartet de corda i li va donar suggeriments per a les lliçons de cant. A la tardor de 1831 Reiser es va traslladar de nou a Salmendingen, on ara va rebre un lloc permanent. A partir d'aquí Reiser concertava freqüentment visites a la Cort de Hechinger, orquestra sota la direcció del violinista Thomas Täglichsbeck havia desenvolupat una orquestra de gran prestigi.
A la tardor de 1838, Heinrich Reiser va ser traslladat a l'escola primària del seu lloc de naixement, on va treballar com a pedagog durant més de trenta anys. La feina a l'Obergtsstädtchen de Hohenzollern estava més ben assalariat, però també tenia funcions d'organista (i Mesner) a l'església parroquial catòlica. També va ser responsable de la direcció del cor de l'església, per l'ús del qual va compondre cançons i misses. Reiser tenia ja el 1831 com esposa a Salmendingen Ursula Eisele (1813-1875) de Trochtelfingencasat. Vuit fills van néixer a la parella entre 1835 i 1855. El talent musical de Reiser també va ser eficaç aquí: tres dels seus fills van fer de la passió familiar una professió, el fill Friedrich Hermann (1839-1879) com a professor i compositor de música, i el seu germà August Friedrich (1840-1904) i la filla Emmeline Antonie (1844-1917) com a cantant d'òpera.
Ja per l'agost de 1838, Reiser havia estat designat pel govern a Sigmaringen com a "professor de patrons" per a la formació durant dos anys de "professors d'escola". Els joves es van poder preparar per escolaritzar amb aquests selectes professors. Per a això, es van ensenyar a les matèries escolars rellevants i van poder obtenir experiència inicial en l'ensenyament. Reiser va posar un gran valor en l'educació musical dels seus alumnes, però l'entrenament físic també va formar part del moviment Turner.
Reiser va ser una de les generacions de professors que van impulsar l'expansió prevista de les escoles elementals i les escoles elementals i també van fer contribucions periodístiques mitjançant la redacció de materials docents rellevants. A més, Reiser va intentar augmentar el perfil de la professió docent i millorar el seu reconeixement social i la seguretat material.
Reiser no només era actiu en la política; dues vegades el 1842 i el 1845, fou elegit a la Dieta del Principat de Hohenzollern-Sigmaringen, i al parlament extraordinari de 1848 Reiser fou representat com a diputat. La milícia cívica formada en el decurs de la revolució a Gammertingen va nomenar Reiser Kapellmeister en el rang d'oficial.
Als 63 anys, Heinrich Reiser es va retirar el 1867 per sordesa i es va traslladar amb la seva dona i la seva filla a Rheinfelden, on el seu fill Friedrich Hermann va treballar com a organista i director de direcció. Després de la jubilació, Reise va continuar la seva tasca literària i es va dedicar a la revisió dels seus llibres de text, alguns dels quals van aparèixer durant dècades en edicions revisades. Després de la mort de Friedrich Hermann (1879) Reiser es va traslladar al petit poble d'Estíria, on el seu fill Fridolin era gerent de la fàbrica de ferro colat de Kapfenberg des de 1868, on s'havia anomenat per a ell mateix com a pioner en la tecnologia de grans forns.